# Las Ventas de Retamosa
Las Ventas de Retamosa ist ein Ort und eine zentralspanische Gemeinde (municipio) mit 4.160 Einwohnern (Stand: 2024) in der Provinz Toledo im Norden der Autonomen Gemeinschaft Kastilien-La Mancha. 

## Lage und Klima
Las Ventas de Retamosa liegt etwa 49 km (Fahrtstrecke) südwestlich von Madrid und etwa 40 Kilometer nordnordwestlich von Toledo in der historischen Provinz La Mancha in einer Höhe von ca. 620 m. 
Das Klima im Winter ist rau, im Sommer dagegen trocken und warm; der spärliche Regen (ca. 410 mm/Jahr) fällt überwiegend in den Wintermonaten.

## Bevölkerungsentwicklung
| Jahr      | 1970 | 1981 | 1991 | 2001 | 2011 | 2021 |
| Einwohner | 529  | 566  | 514  | 853  | 3246 | 3684 |

Trotz der zunehmenden Mechanisierung der Landwirtschaft und der Aufgabe bäuerlicher Kleinbetriebe ist die Bevölkerung – hauptsächlich durch Zuwanderung – seit den 2000er Jahren deutlich angestiegen.

## Sehenswürdigkeiten
- Petri-Ketten-Kirche (Iglesia de San Pedro Advincula)

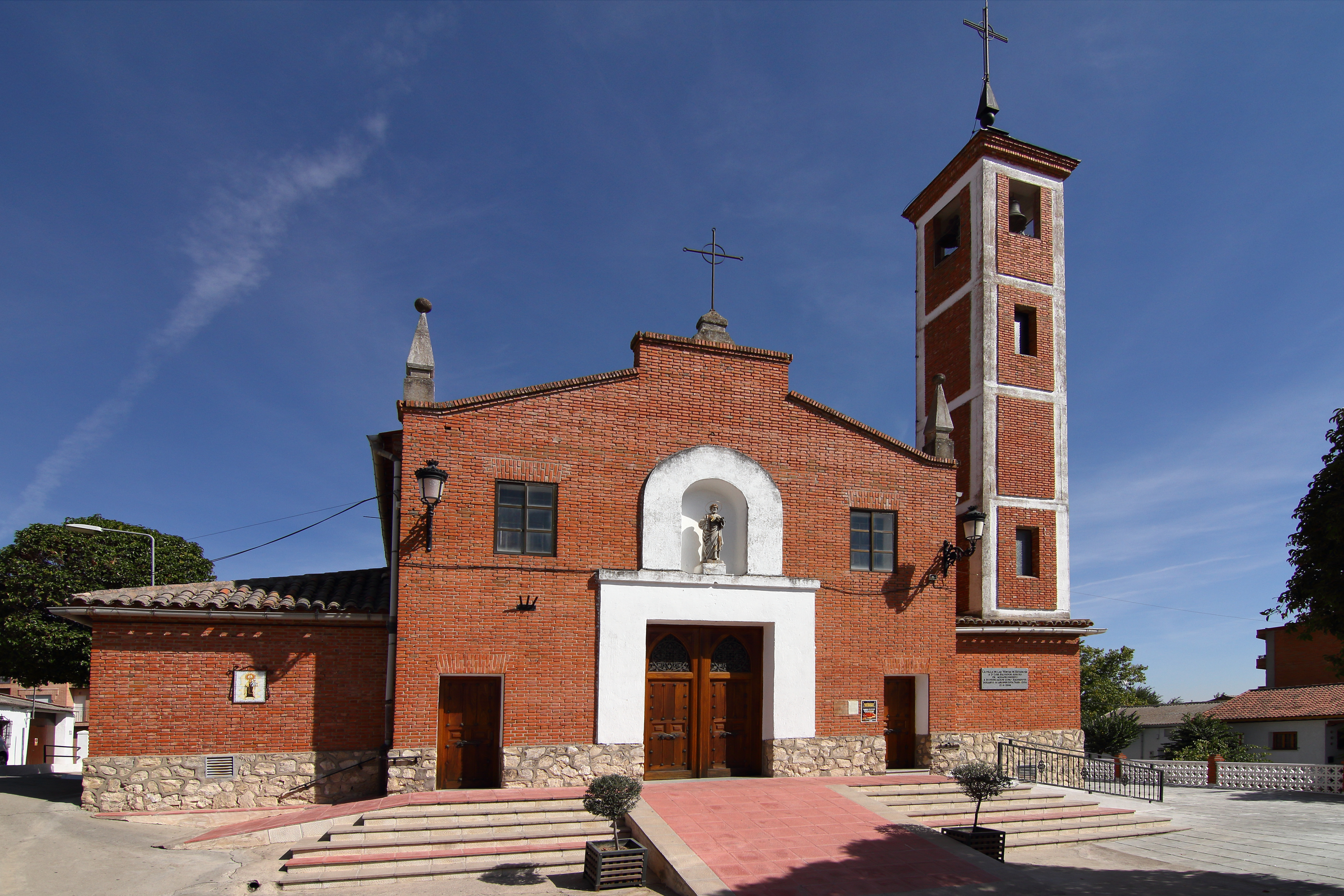
Petri-Ketten-Kirche
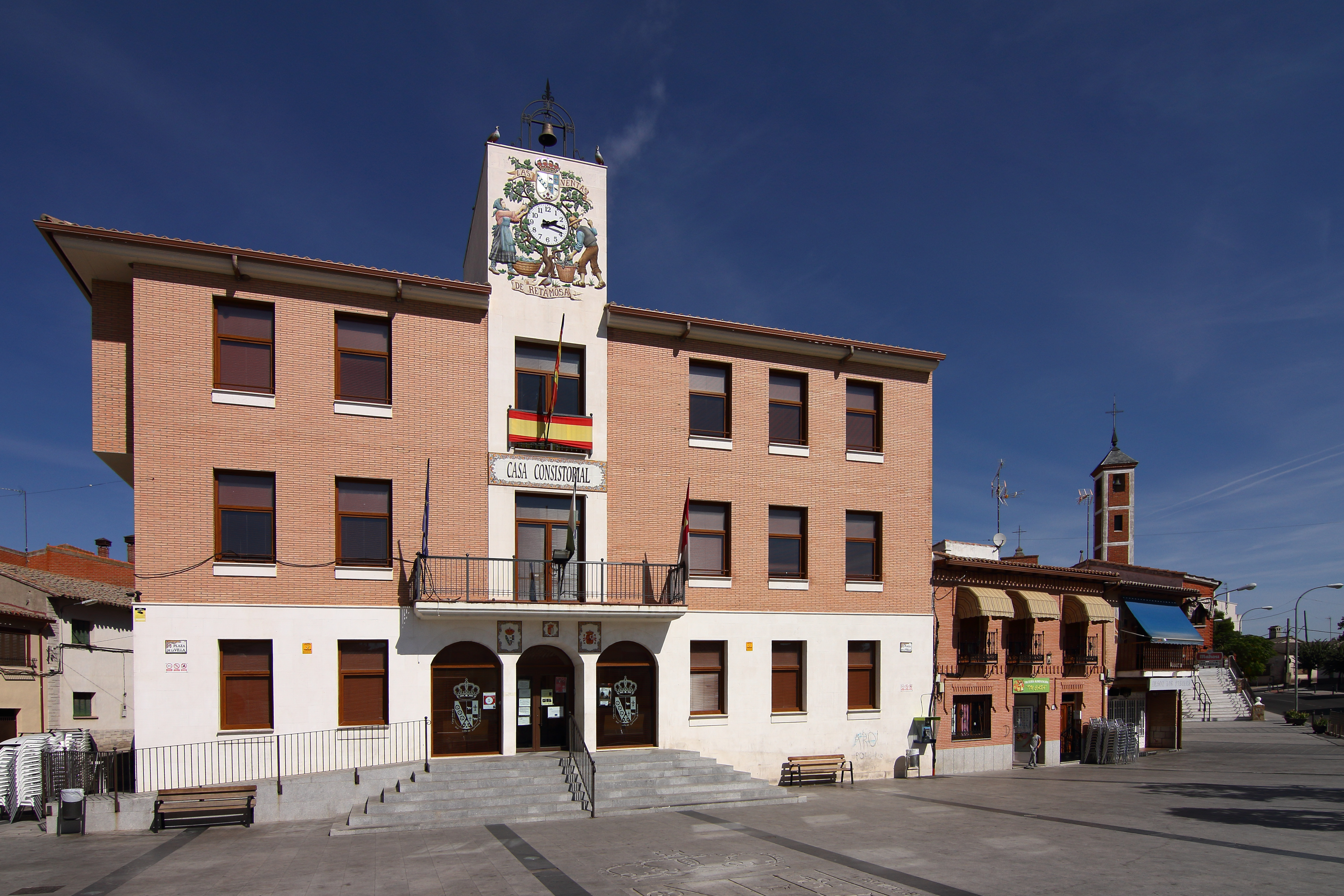
Rathaus